# Marie Glory
Marie Glory (nacida Raymonde Louise Marcelle Toully; 3 de marzo de 1905 – 24 de enero de 2009) fue una actriz francesa.

## Biografía
Raymonde Louise Marcelle Toully nació el 3 de marzo de 1905 en Mortagne-au-Perche en Normandía. Su padre era peluquero y su madre pintora. Siendo aún una niña, la familia se trasladó a Ruan, donde Toully estudió en el Liceo Jeanne d'Arc.
A los 18 años se traslada a París, donde comienza a asistir a clases de danza. En París, se presentó al primero de muchos concursos de belleza, en el que obtuvo el segundo puesto, y consiguió su primer empleo profesional, trabajando como modelo, posando para postales y carteles.
Debutó en el cine en 1924 con un pequeño papel en la epopeya histórica Le Miracle des Loups, de Raymond Bernard, con el nombre artístico de Arlette Genny, que utilizó hasta 1927.
A partir de entonces, fue acreditada con el nombre de "Marie Glory". En la coproducción franco-alemana de tres horas de duración L'Argent (1928), dirigida por Marcel L'Herbier, interpretó el papel femenino principal junto a Brigitte Helm y Pierre Alcover. Actuó junto a Jean Angelo, Lil Dagover y Gaston Modot en otra coproducción franco-alemana, Monte Cristo, de Henri Fescourt. Debutó en el cine alemán en 1929 en Father and Son, dirigida por Géza von Bolváry.
Su primera película sonora fue Le Roi de Paris (1930), de Leo Mittler, coprotagonizada por el actor serbio exiliado Ivan Petrovich. En la década de 1930, interpretó predominantemente papeles protagonistas en películas como Les Deux mondes, dirigida por Ewald André Dupont, y Madame ne veut pas d'enfants, dirigida por Hans Steinhoff.
En 1939 tuvo su último papel protagonista. En la década de 1940 sólo rodó una película, Dagli Appennini alle Ande (1943). En esa época se trasladó a Argelia y luego a Martinica, donde trabajó en la radio de propaganda.
A principios de la década de 1950, participó en producciones cinematográficas italianas interpretando papeles secundarios. Su última aparición en el cine fue en 1960, y en la televisión, en 1964.
A mediados de los noventa, fue entrevistada para el documental de Kevin Brownlow sobre la historia del cine mudo: Cinema Europe: The Other Hollywood. Glory falleció el 24 de enero de 2009, a menos de dos meses de cumplir 104 años.

## Filmografía

### como Marie Glory
- L'Argent (dir. Marcel L'Herbier, 1928), como Line Hamelin
- Father and Son (dir. Géza von Bolváry, 1929), como Stella Valéry
- Monte Cristo (dir. Henri Fescourt, 1929), como Valentine de Villefort
- L'Enfant de l'amour (dir. Marcel L'Herbier, 1930), como Aline
- The King of Paris (dir. Leo Mittler, 1930), como Lucienne
- Les Deux mondes (dir. E. A. Dupont, 1930), como Esther Goldschneider
- Levy and Company (dir. André Hugon, 1930), como Esther Lévy
- Les Chevaliers de la montagne (dir. Mario Bonnard, 1930), como Mary
- La Folle aventure (dir. André-Paul Antoine, 1931), como Elisabeth
- The Typist (dir. Wilhelm Thiele, 1931), como Simone Dupré
- Mon béguin (dir. Hans Behrendt, 1931), como Mademoiselle Yseult
- Amourous Adventure (dir. Wilhelm Thiele, 1932), como Irène Vernier
- You Will Be a Duchess (dir. René Guissart, 1932), como Annette Poisson
- Monsieur, Madame and Bibi (dir. Jean Boyer y Max Neufeld, 1932), como Clary Baumann
- Prisonnier de mon cœur (dir. Jean Tarride, 1932), como Suzanne
- A Star Disappears (dir. Robert Villers, 1932), como ella misma
- Mon cœur balance (dir. René Guissart, 1932), como Geneviève
- Madame ne veut pas d'enfants (dir. Hans Steinhoff, 1933), como Elyane
- Son Altesse Impériale (dir. Victor Janson y Jean Bernard-Derosne, 1933), como Monique
- Charlemagne (dir. Pierre Colombier, 1933), como Rose Val
- The Ideal Woman (dir. André Berthomieu, 1934), como Denise
- The Typist Gets Married (dir. Joe May y René Pujol, 1934), como Simone
- Le Paquebot Tenacity (dir. Julien Duvivier, 1934), como Thérèse
- The King of Paris (dir. Jack Raymond, 1934), como Maike Tamara
- Your Smile (dir. Monty Banks y Pierre Caron, 1934), como Colette
- The Terrible Lovers (dir: Marc Allégret, 1936), como Lucie
- Death on the Run (dir. André Berthomieu, 1936), como Myrra
- With a Smile (dir. Maurice Tourneur, 1936), como Gisèle Berthier
- L'Homme sans coeur (dir. Léo Joannon, 1937), como Sylvette
- Le Porte-veine (dir. André Berthomieu, 1937), como Jeannine
- People Who Travel (dir. Jacques Feyder, 1938), como Pepita
- Terra di fuoco (dir. Giorgio Ferroni and Marcel L'Herbier, 1939), como Elena
- Naples Will Never Die (dir. Amleto Palermi, 1939), como Annie Fusco
- A Wife in Danger (dir. Max Neufeld, 1939), como Mary Arnold Verdier
- Terre de feu (dir. Marcel L'Herbier, 1942), como Hélène
- Dagli Appennini alle Ande (dir. Flavio Calzavara, 1943)
- La Folla (dir. Silvio Laurenti Rosa, 1951)
- Adorable Creatures (dir. Christian-Jaque, 1952), como Madeleine Michaud
- La Fugue de Monsieur Perle (dir. Pierre Gaspard-Huit, 1952), como Juliette Perle
- What Scoundrels Men Are! (dir. Glauco Pellegrini, 1953), como Elsa
- The Bachelor (dir. Antonio Pietrangeli, 1955), como Catherine
- And God Created Woman (dir. Roger Vadim, 1956), como Mme. Tardieu
- Rafles sur la ville (dir. Pierre Chenal, 1958), como La patronne du café
- Premier mai (dir. Luis Saslavsky, 1958)
- The Cat (dir. Henri Decoin, 1958)
- Ramuntcho (dir. Pierre Schoendoerffer, 1959), como Franchita
- The Cat Shows Her Claws (dir. Henri Decoin, 1960), como La concierge
- Les Beaux Yeux d'Agatha (serie de televisión, 1964)

### como Arlette Genny
- Le Miracle des loups (dir. Raymond Bernard, 1924)
- Monsieur le directeur (1924)
- Les Dévoyés (1925)
- La Maison sans amour (1927)
- Miss Helyett (1928)
- Little Devil May Care (dir. Marcel L'Herbier, 1928), como una pequeña ladrona (sin acreditar)